# Deroplatys desiccata
Deroplatys desiccata (лат.) — вид богомолов из семейства Deroplatyidae.
Крупное насекомое с хорошо приспособленными для хватания пищи передними ногами. Ведёт хищный образ жизни, питается другими насекомыми. Голова и тело представителей вида похожи на засохший лист.
Ареал — тропические леса Малайзии.

## Галерея

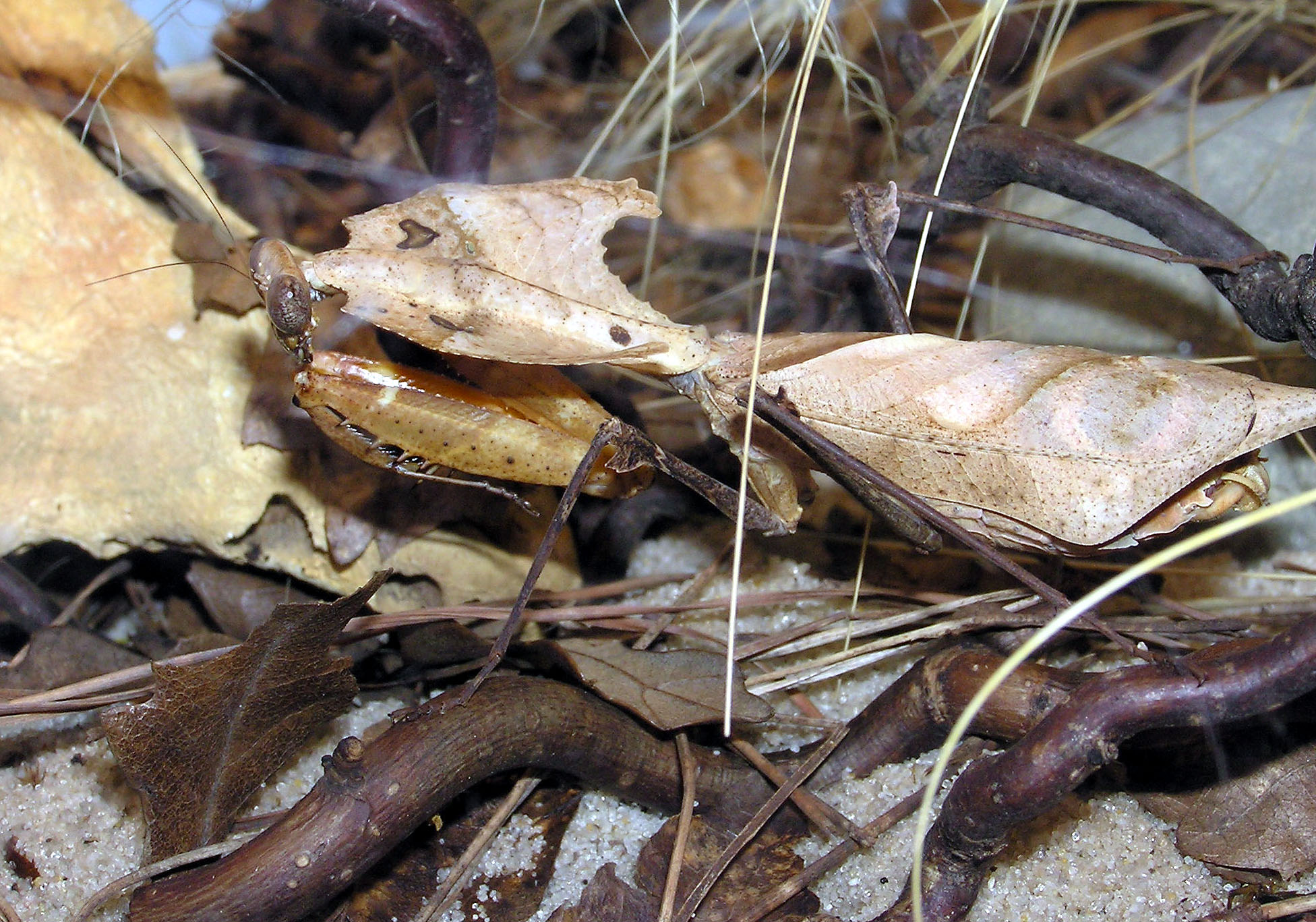
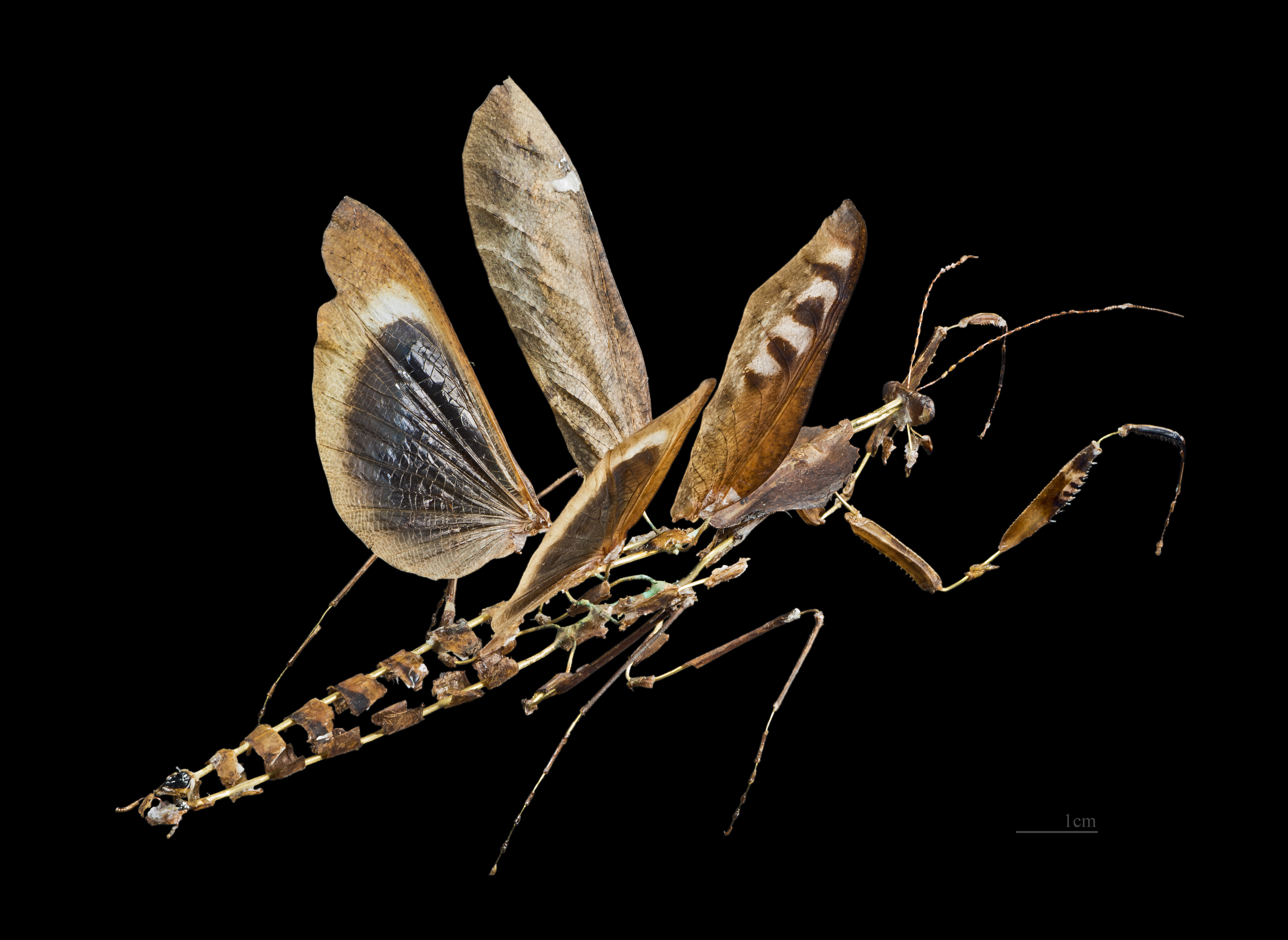